# Rūdolfs Blaumanis
Rūdolfs Blaumanis (1. ledna 1863, Ērgļi – 4. září 1908, Punkaharju, Finsko) byl lotyšský spisovatel, prozaik i dramatik, novinář, představitel psychologického realismu.
Jeho díla byla přeložena do mnoha jazyků (česky vyšly výbory Lotyšské povídky (1910, překlad: Aloisa Koudelka (pseud. O. S. Vetti), a Smrt na kře (1959, překlad: Vojtěch Gaja)). Jeho prózy jsou označovány za "seversky zasmušilé" či "baladické" a často jsou přirovnávány k textům Čechovovým (Andriksons, Nāves ēnā (Ve stínu smrti), Salna pavasarī (Jarní mrazíky), Pērkoņa negaiss (Bouře), Purva bridējs (Zpustlík Edgar), Strach ze štěstí), z dramatické tvorby vyniká komedie z venkovského prostředí Skroderdienas Silmačos (Krejčovské dny v Silmačích) a psychologická tragédie Indrāni (Rod Indránů, česky 1927, 1929).
Na motivy jeho děl Jarní mrazíky, Zpustlík Edgar a Ve stínu smrti byly natočeny filmy.